# Керницький Михайло
Керницький Михайло Васильович (18 листопада 1896 р. — 22 вересня 1979 р., м. Винники) — український краєзнавець, вчитель історії, громадський діяч.
Під час німецької окупації у Винниківській школі викладав німецьку мову. Один із перших почав на науковому рівні вивчати історію м. Винник. Разом із Володимиром Грабовецьким (майбутнім академіком, який проживав у Винниках у 1942—1956 рр.) збирав цікаві матеріали з історії Винник, ними було підготовлено до друку спільну працю, яка з невідомих причин не була опублікована, проте один екземпляр цієї рукописної книги зберігається у відділі рукописів Львівської наукової бібліотеки. Назва книги — «Винники. Матеріали до історії нарису». Працював у Винниках учителем історії.
Зібрав колосальний матеріал, але в умовах тоталітарного режиму не міг його опублікувати. Доля унікального матеріалу з історії Винник не відома. У дуже похилому віці, змушений був заробляти стаж для повної пенсії, викладав у школі у с. Чишки.  Весь час радянські каральні органи переслідували Керницького.
Похований на Винниківському цвинтарі.

## Вшанування
На честь Керницького Михайла названа одна з вулиць Винник.24 серпня 2014 р., рішенням 18-ї сесії ВМР, було присвоєння звання «Почесний громадянин м. Винники» (посмертно). 